# Rheintochter
Rheintochter är en luftvärnsrobot utvecklad under andra världskriget i Tyskland. Utvecklingen påbörjades år 1942 och efter 82 testavfyrningar lades utvecklingen ner år 1945.
- Wikimedia Commons har media som rör Rheintochter.